# Vereinigte Kärntner Brauereien

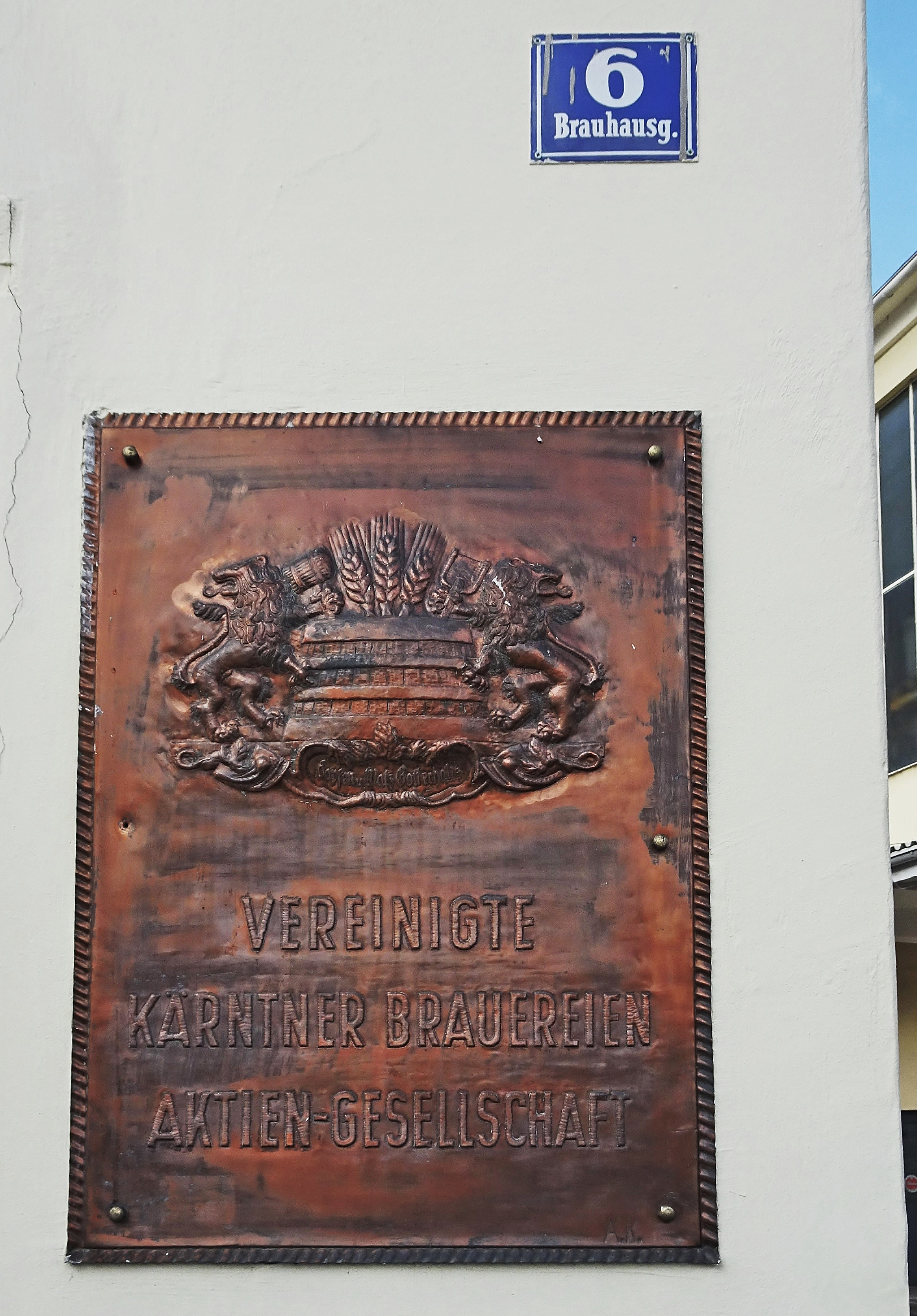
Firmenschild an der Einfahrt

Die Vereinigte Kärntner Brauereien AG (VKB) ist ein Brauereiunternehmen in Kärnten. Zum Unternehmen gehören:
- Villacher Brauerei in Villach
- Schleppe Brauerei in Klagenfurt (Übernahme 1993)
- Piestinger Brauerei in Markt Piesting (Übernahme der Markenrechte im September 2005; Brauerei seither geschlossen[1][2])

## Geschichte

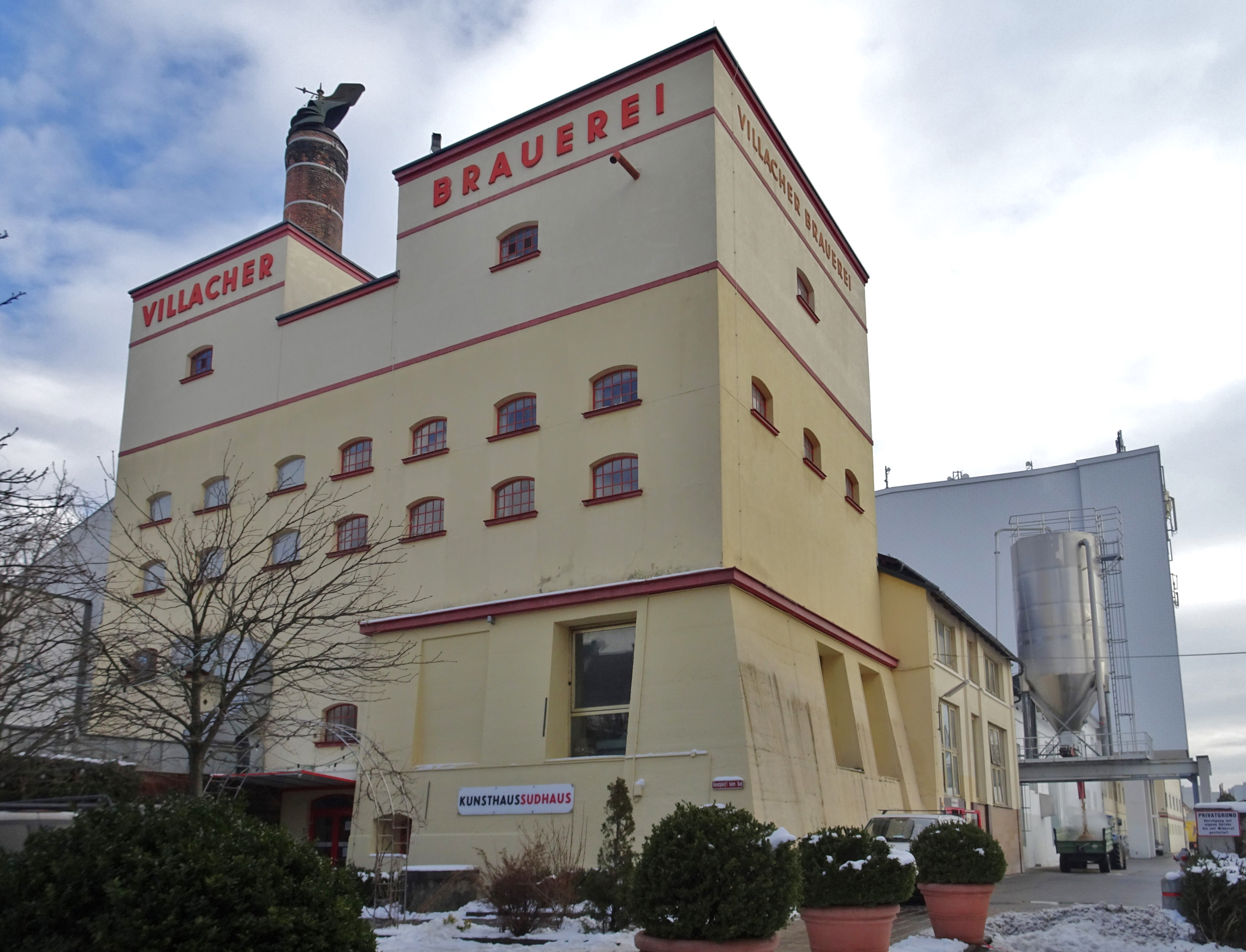
Das alte Sudhaus, rechts im Hintergrund das neue

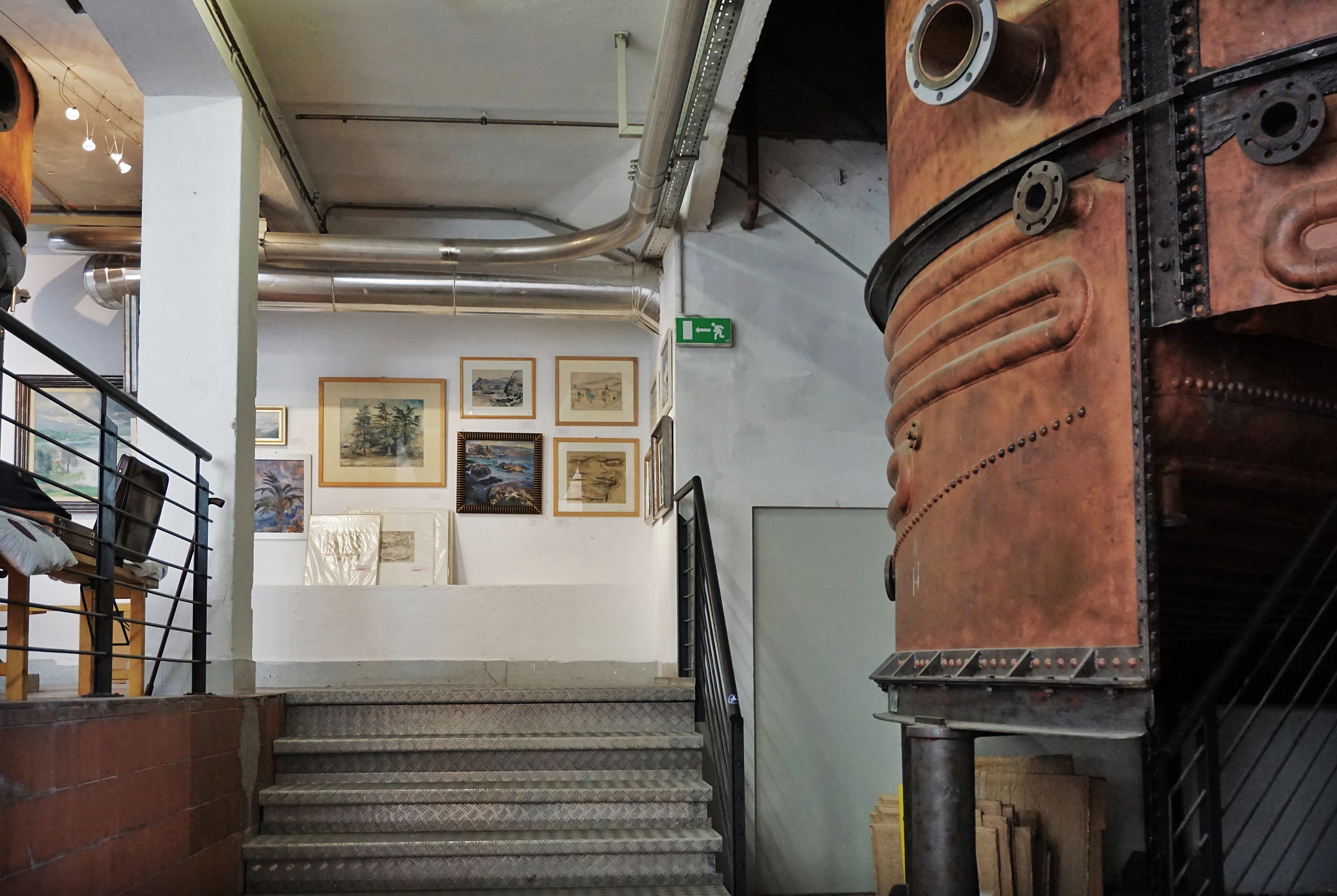
Gemäldeausstellung (L. H. Jungnickel, 2016/2017) im KunsthausSudhaus

Im Jahre 1738 wurde die Villacher Brauerei unter der Leitung von Jakob Fischer als Steinbierbrauerei erstmals urkundlich erwähnt. Im Jahre 1858 ließ sie Johann Fischer in eine moderne Kesselbierbrauerei umbauen. In den folgenden Jahren erfolgte ein steter Ausbau und laufende Modernisierungen. Gär- und Lagerkeller mit künstlicher Kühlung und eine automatische Flaschenwaschanlage wurden ebenso errichtet wie ein Doppelsudwerk und oberirdische Abfüllhallen.
Zweigniederlassungen wurden in Triest, Krain, Istrien, Pula, Venedig, Brindisi und Ancona eröffnet.
1901 erwarb Johann Koutnik die Brauerei Fischer und baute sie unter erstmaligem Einsatz von elektrischem Strom zur Großbrauerei aus. Der Erste Weltkrieg zwang Johann Koutnik, die Brauerei auf eine breitere Basis zu stellen und führte nach dem Krieg zur Gründung der Vereinigte Kärntner Brauereien AG. Koutniks Partner waren Peter Reininghaus, sowie sein Bruder, die Brauerei Göss und andere kleinere Brauereien. 1929 konnten somit in Villach bereits wieder 55.000 Hektoliter Bier gebraut werden.
1941 hinterließ Johann Koutnik seinen Aktienanteil von 50 % seiner Tochter Dorothea Grubissich. Nach dem Zweiten Weltkrieg wurde die stark beschädigte Brauerei modernisiert und ausgebaut.

Als 1982 Dorothea Grubissich starb, vererbte sie ihren 50 %-Aktienanteil an ihre Enkelin Madeleine Herberstein. Mit 26. September 1984 brachte Herberstein ihre Unternehmensmehrheit in die zu 100 % in ihrem Eigentum stehende Gambrinus Beteiligungs Aktiengesellschaft ein. 
Der zweite 50 %-Anteil steht im Eigentum der Brau Union, zurückgehend auf die 50 %-Gründungspartner der Vereinigten Kärntner Brauereien, Brauerei Puntigam der Brüder Reininghaus, Brauerei Göss und die anderen kleinen Brauereien (siehe oben), die in der Brau Union aufgegangen sind. Unter der Leitung des früheren Vorstandsdirektors Johann Stockbauer wurden seit seiner Bestellung zum Alleinvorstand des Unternehmens 1990 massive Investitionen getätigt.

Am 3. September 2005 wurde das neue Sudhaus eröffnet und das alte Sudhaus als KunsthausSudhaus für Ausstellungen adaptiert. Mit 1. Jänner 2009 übernahmen Clemens Aigner und Josef Pacher das Vorstandsmandat des in Pension gehenden Johann Stockbauer. Im November 2014 wurden Verträge unterzeichnet, nach denen zum Jahreswechsel 2014/15 auch die zweite Hälfte in das Eigentum der Brau Union AG übergehen wird. Von 2016 bis Dezember 2024 war Thomas Santler Vorstandsdirektor.
Am 23. April 2024 wurde verlautbart, dass der Großteil der Produktion nach Graz verlagert wird. Der Produktionsstandort in Villach wird zu einer Schaubrauerei reduziert.
Mit Juli 2024 wurde die Rechtsform auf GmbH geändert.

## Produkte

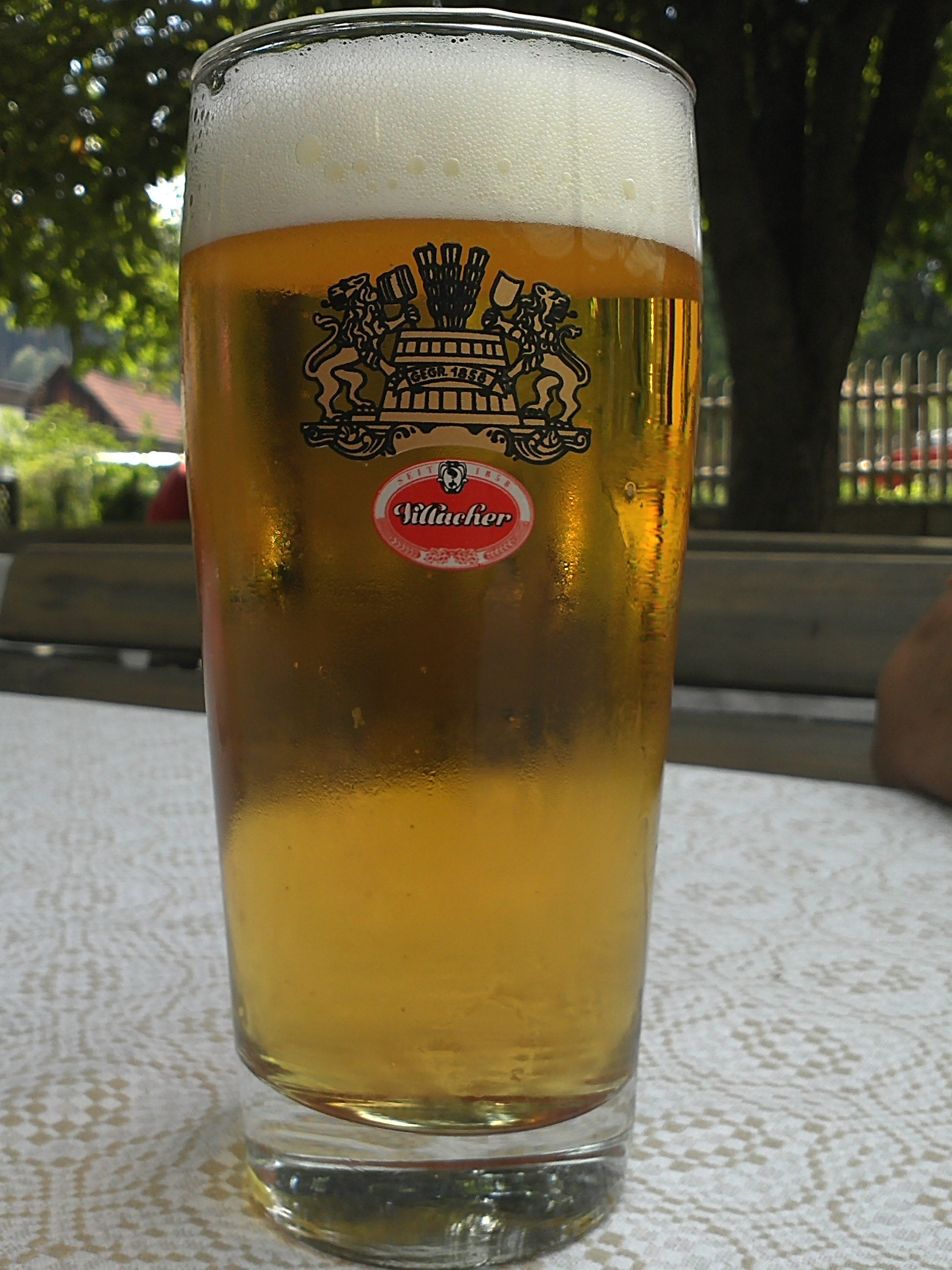
Ein Glas Villacher Bier

Die Produktpalette der Villacher Brauerei umfasst die folgenden Biersorten:
- Das Villacher Märzen ist ein untergäriges, helles Vollbier mit 11,8° Stammwürze und 5,0 % Vol. Alkohol. Es stellt mengenmäßig die Hauptsorte dar.[10]
- Das Villacher Glockner-Pils ist ein Pilsener mit 11,7° Stammwürze und 4,9 % Vol. Alkohol.
- Das Villacher Hausbier ist ein untergäriges Vollbier mit 11,8° Stammwürze und 4,9 % Vol. Alkohol.
- Das Villacher Radler Natur ist ein Bier mit 9,4° Stammwürze und 2,0 % Vol. Alkohol[11]

## Tochterunternehmen
- IVG Immobilienvermietungs GesmbH (zur Verwertung des nicht mehr betrieblich notwendigen Immobilienvermögens)[6]
- VBG Villacher Brauhof Betriebsges.m.b.H., Brauhausgasse, 9500 Villach